# Fakirensällskapet

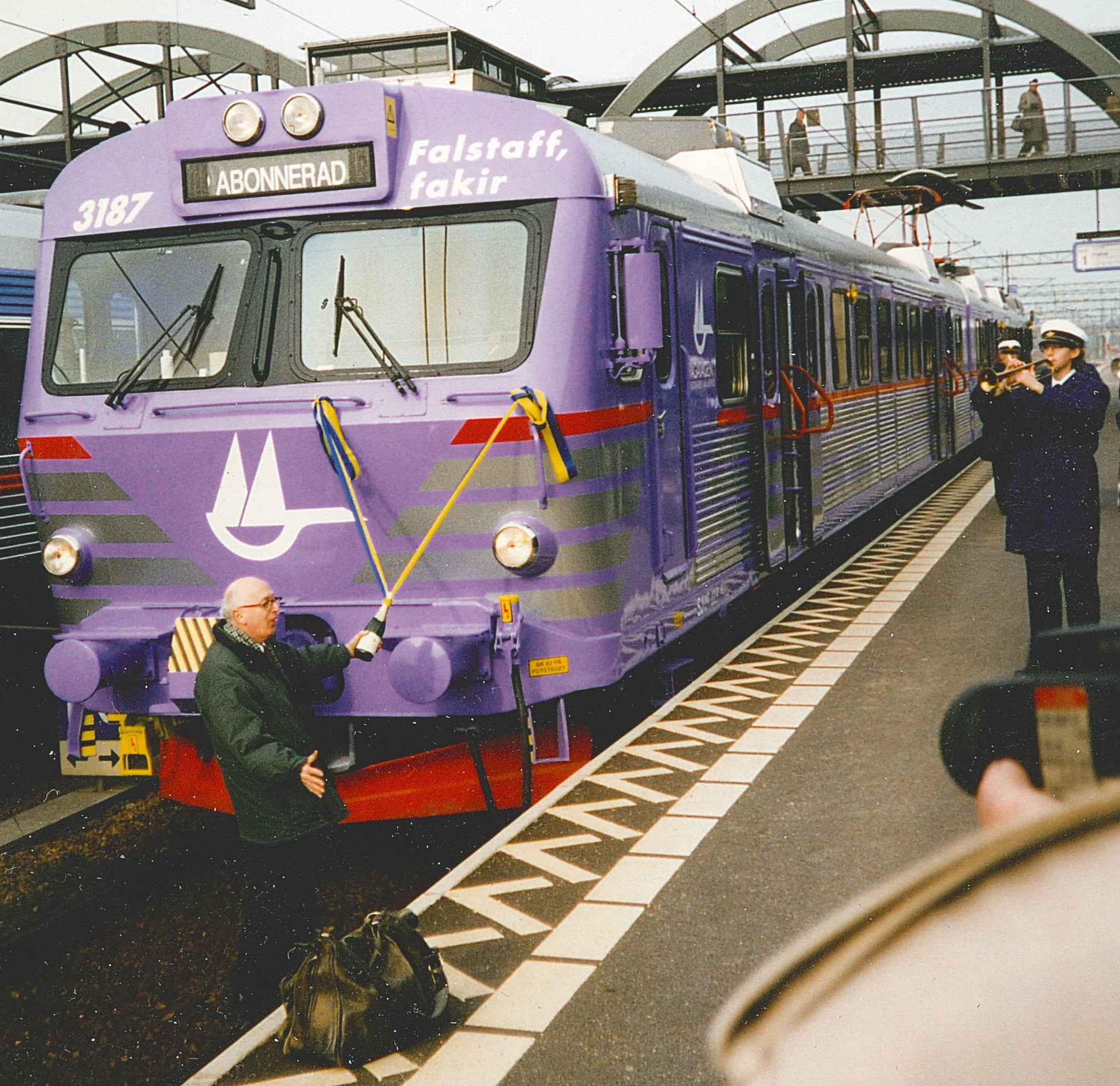
Fakirensällskapets dåvarande ordförande Bertil Romberg förrättar invigningen av pågatåget Falstaff, fakir 1998.

Fakirensällskapet är ett 1982 instiftat litterärt sällskap med säte i Lund, ägnat åt författaren Axel Wallengren ("Falstaff, fakir").

## Syfte och verksamhet
Sällskapets uppgift är "att sprida kännedom om Axel Wallengren, verka för utgivning av hans skrifter och vara ett forum för studiet av hans person och författarskap, hans tid och miljö".
Initiativet till sällskapets bildande togs i början av 1980-talet av en trio bestående av författaren K. Arne Blom, litteraturvetaren Bertil Romberg och biblioteksmannen Nils Palmborg. Ett första upprop ledde till ett möte på Grand Hotel den 21 februari 1982 dit ett flertal lundensiska kulturpersoner infann sig, däribland Sten Broman, Carl Fehrman och fakirenforskningens nestor Hans Küntzel. Vid detta möte beslöts att ett sällskap skulle bildas och det formella konstituerandet bestämdes till den 13 maj samma år.
Sällskapets förste ordförande blev professorn i rättshistoria Per-Edwin Wallén. Posten har efter honom innehafts av den ovannämnde Bertil Romberg, zoologidocenten Patrick Meurling (1998–2004), musikjournalisten Carlhåkan Larsén (2004-2014) och arkivarien Fredrik Tersmeden (från 2014).
Utöver två årliga sammankomster med olika typer av föredrag och andra framträdanden har Fakirensällskapet inte minst ägnat sig åt publicistisk verksamhet. I samarbete med Forsbergs förlag har man utgivit faksimilupplagor av Axel Wallengrens tre "fakiriska" verk En hvar sin egen professor, En hvar sin egen gentleman och Lyckans lexikon samt en samlad utgåva av de reportage Wallengren 1895-96 skrev som Berlinkorrespondent för Aftonbladet. I egen regi har man framför allt sedan 1985 publicerat den årligen utkommande skriften Fakirenstudier, rymmande allehanda uppsatser kring Wallengren och hans författarskap (inklusive de flesta av de föredrag som hållits på sällskapets möten). 
Sällskapet har också framträtt vid olika typer av litterära arrangemang, bland annat på Skansen i Stockholm och i samverkan med Akademiska Föreningens utskott Ordkonst. Det har också förrättat det officiella dopet av pågatåget Falstaff, fakir 1998.

## Skrifter utgivna av Fakirensällskapet
- Fakirenstudier, häfte I-XXVIII (Lund 1985–2018; uppehåll 1986, 2001, 2012 och 2014–2015)
- Envar sin egen Falstaff, fakir (Lund 2012; antologi med äldre person- och litteraturhistoriska artiklar kring Axel Wallengren)
- Sven Bjerstedt, Björn Magnusson Staaf och Fredrik Tersmeden: Lund just då! – Om en parodisk Lundaguide från 1890 (Lund 2014, utgiven i samarbete med föreningen Gamla Lund)
- Hans Kuhn: Fakiren, Bismarck och djurriket (Lund 1984, 2:a upplagan 1986)
- Hans Küntzel: Så här gick det till - Tidiga Fakiren-studier i början av 20-talet (Lund 1983, 2:a upplagan 1986)
- Carlhåkan Larsén: En man med två huvuden – Om Falstaff, fakir och Axel Wallengren (Lund 2015, utgiven i samarbete med föreningen Gamla Lund)[4]
- Patrick Meurling (redaktör): Fakirens lilla lila - Citat från Falstaff, fakir (Lund 2002)
- Nils Palmborg: Med Falstaff, fakir på badort sommaren 1888 (Lund 1986)
- Nils Palmborg: Skrifter om och av Axel Wallengren (Falstaff, fakir) (utan tryckår [1992])
- Bertil Romberg: Fakiren, Strindberg och Svenska Akademien (Lund 1982, 2:a upplagan 1986)
- Axel Wallengren: Brev från Berlin 1895-1896 (inledning och kommentarer av Nils Palmborg) (Malmö 1984)
- Axel Wallengren: Tripp till världens ända (Lund 2019; utgiven i samarbete med Bokförlaget Bakhåll)
- Temanummer av De litterära sällskapens (DELS) tidskrift Parnass nr 1 2002
- Faksimiltryck av En hvar sin egen professor, En hvar sin egen gentleman och Lyckans lexikon (flera upplagor)